# Famille Sanvitale
 (juillet 2024).
Si vous disposez d'ouvrages ou d'articles de référence ou si vous connaissez des sites web de qualité traitant du thème abordé ici, merci de compléter l'article en donnant les références utiles à sa vérifiabilité et en les liant à la section « Notes et références ».

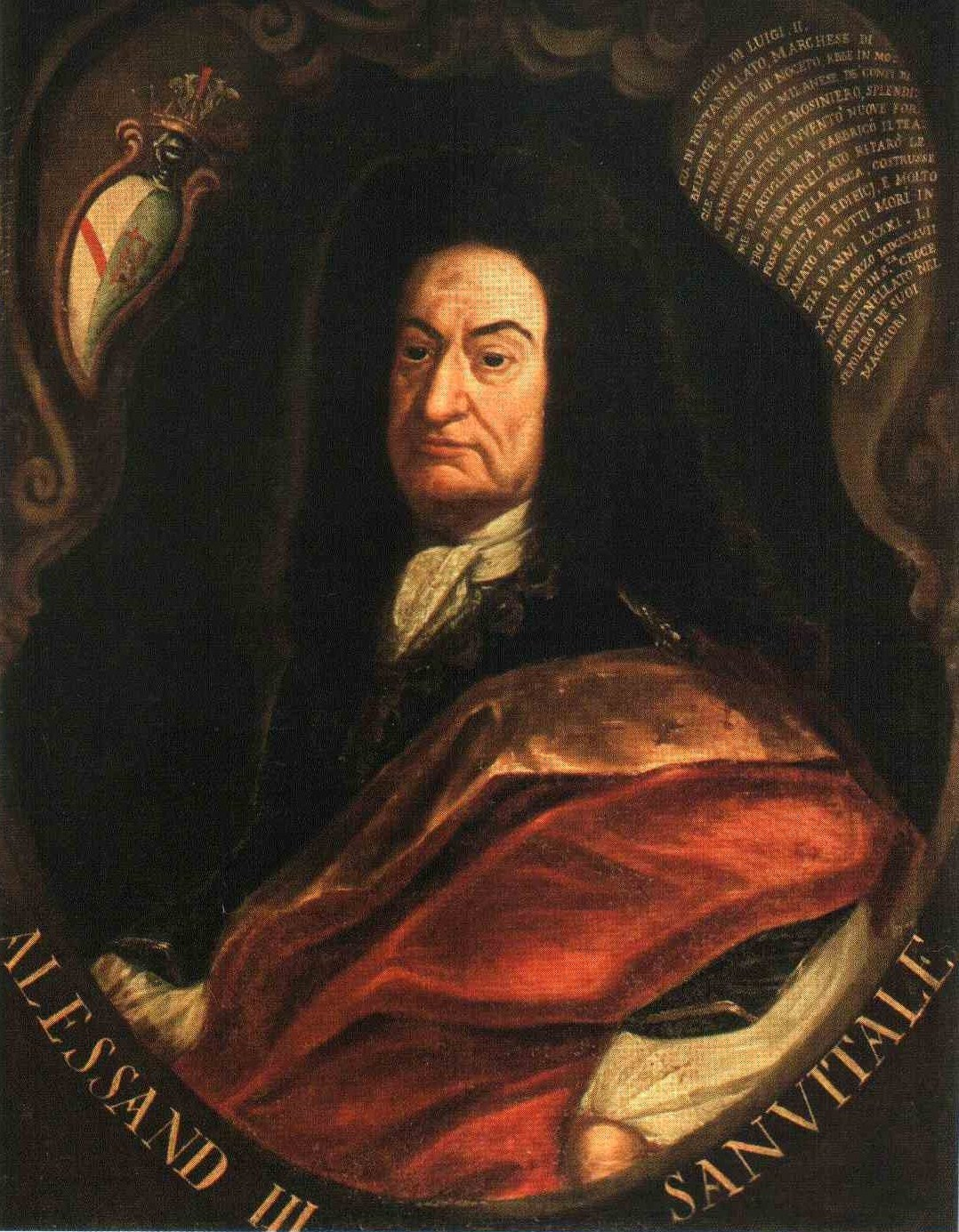
Alessandro III Sanvitale

La famille Sanvitale est une famille noble italienne, originaire de Parme.

## Histoire
La famille trouve ses origines au début du XIIe siècle (1122), quand Ugo donne le nom à la famille en construisant une tour fortifiée sur la rivière Enza dédiée à Saint Vitale (San Vitale). Le toponyme pourrait avoir pour origine, San Vitale Baganza, territoire qui appartenait à la famille, une autre hypothèse serait que les habitations de cette famille se trouvaient au voisinage de  l’église de San Vitale à Parme.
Leur position pro-guelfe leur permet d'obtenir des charges très importantes dans plusieurs villes et d'obtenir, en 1378, le territoire de Fontanellato de Gian Galeazzo Visconti, seigneur de Milan qui avait occupé les propriétés appartenant à la famille Terzi.
En 1404, les frères Giberto et Gianmartino Sanvitale reçoivent l’investiture sur le comté de Fontanellato de Gian Galeazzo Visconti.

## Branches
La famille Sanvitale crée trois branches, celle de Sala et Colorno, la branche de Fontanellato et enfin celle de Parme.

### Branche de Sala et Colorno
La branche de Sala débute par Tedisio de Guarino Sanvitale, frère de l’évêque de Parme, qui a eu pour dot par son épouse Adelmota Cornazzani, une partie du fief de Sala et de Maiatico. En 1258, il acquiert la part restante d'un parent de son épouse, Bernardino Franceschi. Les époux s’installent dans le château de San Lorenzo de Sala. En 1278, Tedisio devient vicaire de Charles Ier roi de Naples et après être resté veuf, il épouse Margherita Fieschi de Codogno. En 1322, son fils Gianquirico est destitué par Andreasio Rossi de San Secondo, car une rivalité oppose les deux familles depuis toujours.
En 1355, les territoires de Sala sont repris et Barnabé Visconti concède le titre de comte de Belforte (possession à proximité de Borgo Val di Taro).
Giberto III épouse en 1454 Donella Rossi de San Secondo, fille du grand rival Pier Maria II, et en 1477, il reçoit le titre de comte de Sala de Gian Galeazzo Maria Sforza de Milan, lequel autorise la reconstruction de la Tour avec l’architecture fastueuse qu’on lui connaît encore partiellement. Pendant l’absence de Giberto, Amuratte Torelli, parent par alliance des Rossi, attaque le château de Rocca de Sala, mais est blessé par sa parente Donella, fidèle à son mari.
En 1545, Girolamo I Sanvitale jure fidélité au nouveau duc de Parme, Pierre Louis Farnèse, fils du pape Paul III, qui meurt assassiné et défenestré, victime d’un complot des nobles de Plaisance, le 10 septembre 1547.
Le 5 septembre 1564, le comte de Sala, Gilberto IV Sanvitale, épouse Barbara Sanseverino, héritière du marquisat de Colorno.
Les Sanvitale de Sala, la branche devenue seigneurs de Fontanellato, sont accusés de complot contre le duc Ranuce Ier et condamnés ; ils sont décapités à Parme le 19 mai 1612. Ce complot permet à Ranuce Ier, entre autres, de prendre possession du fief et du Palazzo Ducale de Colorno. Gian Francesco et sa mère Barbara restée veuve (elle  avait épousée Orazio Simonetta, comte de Sissa) furent exécutés avec d’autres nobles parmesans. Le fils de Gian Francesco est emprisonné à Borgo Val di Taro où il épouse Olimpia Cassio avant de mourir de la peste. Le comte Gilberto IV Sanvitale avait déjà eu une autre fille d'un précédent mariage, la poète Eleonora Sanvitale (1558-1582).

### La branche de Fontanellato
La branche de Fontanellato débute avec Gilberto II en 1447, il est le fils d’Antonio Sanvitale et d’Anastasia Rusca.
Alors qu’Octave Farnèse reconnaît l’hégémonie espagnole sur l’Italie, les Sanvitale, opposés à cette politique, se détachent des Farnèse et se retirent dans leurs possessions, c’est ainsi qu’ils sont impliqués dans le complot de 1611-1612 qui coûta la vie à Barbara Sanseverino  qui avait épousé en premières noces Gilberto Sanvitale.

## Personnalités
- Alberto Sanvitale (it) († 1257), évêque de Parme (…-1257)
- Obizzo Sanvitale (it) († 1303), évêque de Parme (1257-1295), archevêque de Ravenne (1295 – 1303).
- Eleonora Sanvitale (1558-1582), poète et chanteuse,
- Stefano Sanvitale (it) (1764 - 1838), premier maire de Parme, grand chambellan de la duchesse Marie Louise d'Autriche. En 1801, il créa la Maison d’Éducation à Fontanellato et il présida la  Société Économique Agraire.
- Jacopo Sanvitale (it) (1781 - 1875), poète et professeur d'éloquence à l'université de Parme ; en 1822, il fut incarcéré comme appartenant aux Carbonari. En 1831 il fut membre du gouvernement provisoire avant de s’exiler en France et à Gênes.
- Luigi Sanvitale (it) (1799 - 1876), époux d'Albertine de Montenuovo, fille de Marie-Louise. Il fut le président du gouvernement provisoire de Parme en 1848 après le départ des Bourbons. En 1860, il fut nommé sénateur du royaume d'Italie.
- le comte Giovanni Sanvitale (it) (1872 - 1951), fils unique d’Alberto (1834 - 1907), fils ainé de Louis, vend le château à la commune de  Fontanellato en 1948 et en 1951 avec sa mort à 73 ans se concluait la descendance des Sanvitale.